# Catch a Wave
«Catch a Wave» es una canción escrita por Brian Wilson y Mike Love para la banda de rock estadounidense The Beach Boys, lanzada en su álbum Surfer Girl de 1963. En 1990, Wilson escribió sobre la canción: "es más rítmica, las guitarras están más limpias y manejadas como si dijeran que no querían detenerse. El piano fue interpretado por mí y estaba perfectamente sincronizado con las guitarras. Los tres sonidos diferentes se combinaron para hacer un sonido único. Yo estaba muy emocionada con esto".
En 1964, una versión reescrita de la canción fue grabada por Jan y Dean como "Sidewalk Surfin'". Fue lanzado como un sencillo y llegó al puesto n.º 25 en las listas.

## Grabación
Como Al Jardine interpreta el bajo y canta en la canción, "Catch a Wave" es un ejemplo de la alineación de seis hombres que la banda tuvo a veces en el verano y otoño de 1963, antes de que David Marks dejara a The Beach Boys al final del año.

### Créditos
- Al Jardine – bajo eléctrico, vocal
- Maureen Love – arpa
- Mike Love – voz principal
- David Marks – guitarra
- Brian Wilson – órgano, piano, voz principal
- Carl Wilson – guitarra, vocal
- Dennis Wilson – batería, vocal

## Publicaciones y variaciones
La pista instrumental de la versión de álbum fue editada en Stack-O-Tracks, que cuenta con otras grabaciones instrumentales de la banda.
A pesar de que "Catch a Wave" nunca fue editada en sencillo, fue compilada en el exitoso álbum doble Endless Summer de 1974, que reavivó las ventas comerciales de la banda. La selección también aparece en el box set de 1993 Good Vibrations: Thirty Years of the Beach Boys en una versión que es aproximadamente 11 segundos más debido al fade que viene después de que el estribillo sea Cantado cuatro veces, y no dos veces como es el caso de los lanzamientos originales.

## Otras grabaciones
Kidsongs Kids realizó una versión de "Catch a Wave" que aparece en The Wonderful World of Sports.
El miembro de The Beach Boys Al Jardine editó una versión en vivo de "Catch a Wave" en su álbum Live in Las Vegas.